# Volvo EX30
Volvo EX30 — електричний кросовер, який виробляє Volvo Cars. EX30 став найбільш доступною моделлю Volvo.
EX30 побудований на платформі Geely SEA, як й Zeekr X і Smart #1, які схожі за розміром і трансмісією.

## Загальна інформація

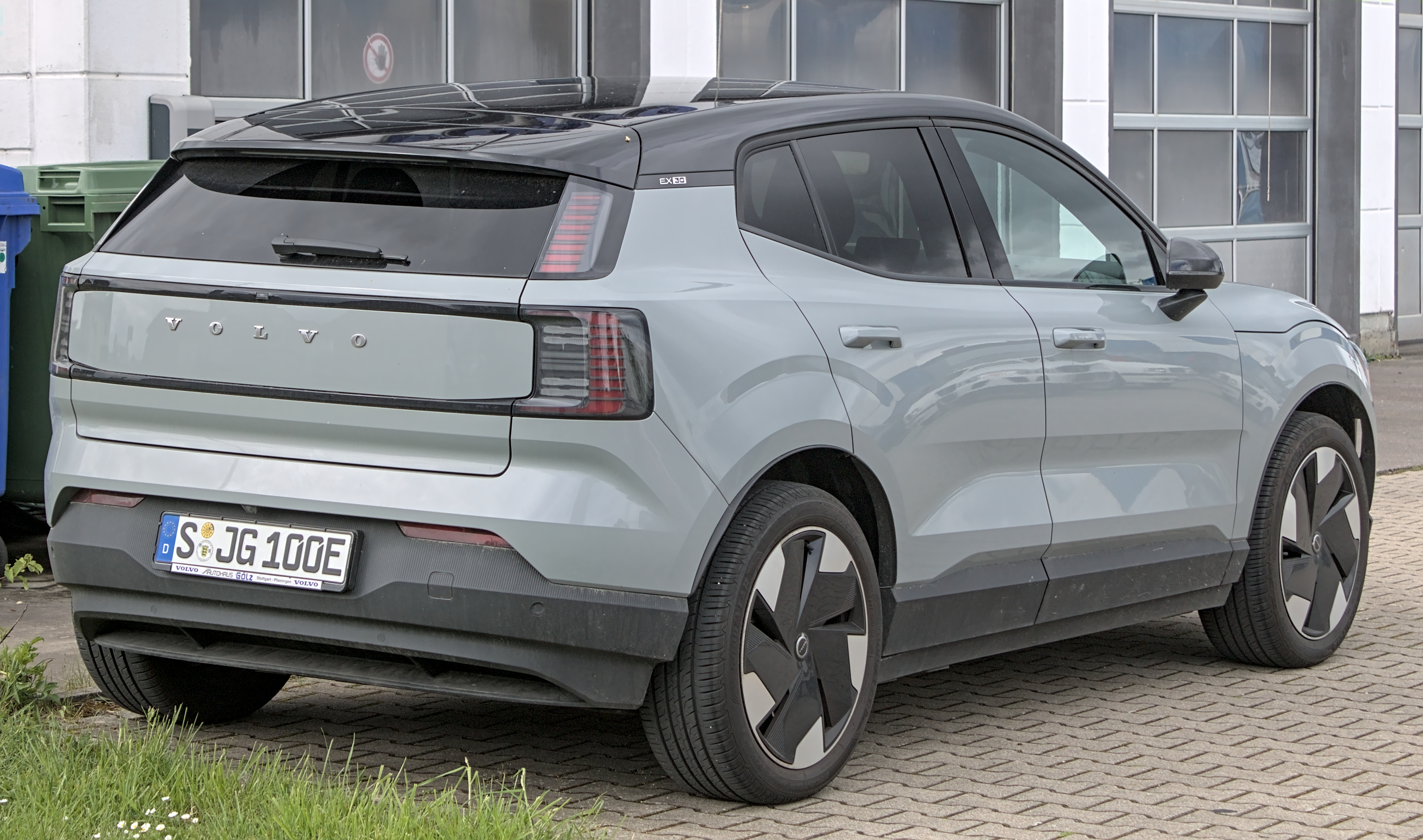

У листопаді 2022 року малогабаритний кросовер EX30 було показано на тизерних зображеннях разом із Volvo EX90.
EX30 був представлений 7 червня 2023 року.
EX30 доступний із заднім або повним приводом. Найшвидша версія EX30 розганяється від 0 до 100 км/год за 3,6 секунди, а максимальна швидкість становить 180 км/год.

Електромобіль пропонується у 2 версіях батареї (51 чи 69 кВт·год та) та має запас ходу від 344 до 460 км.

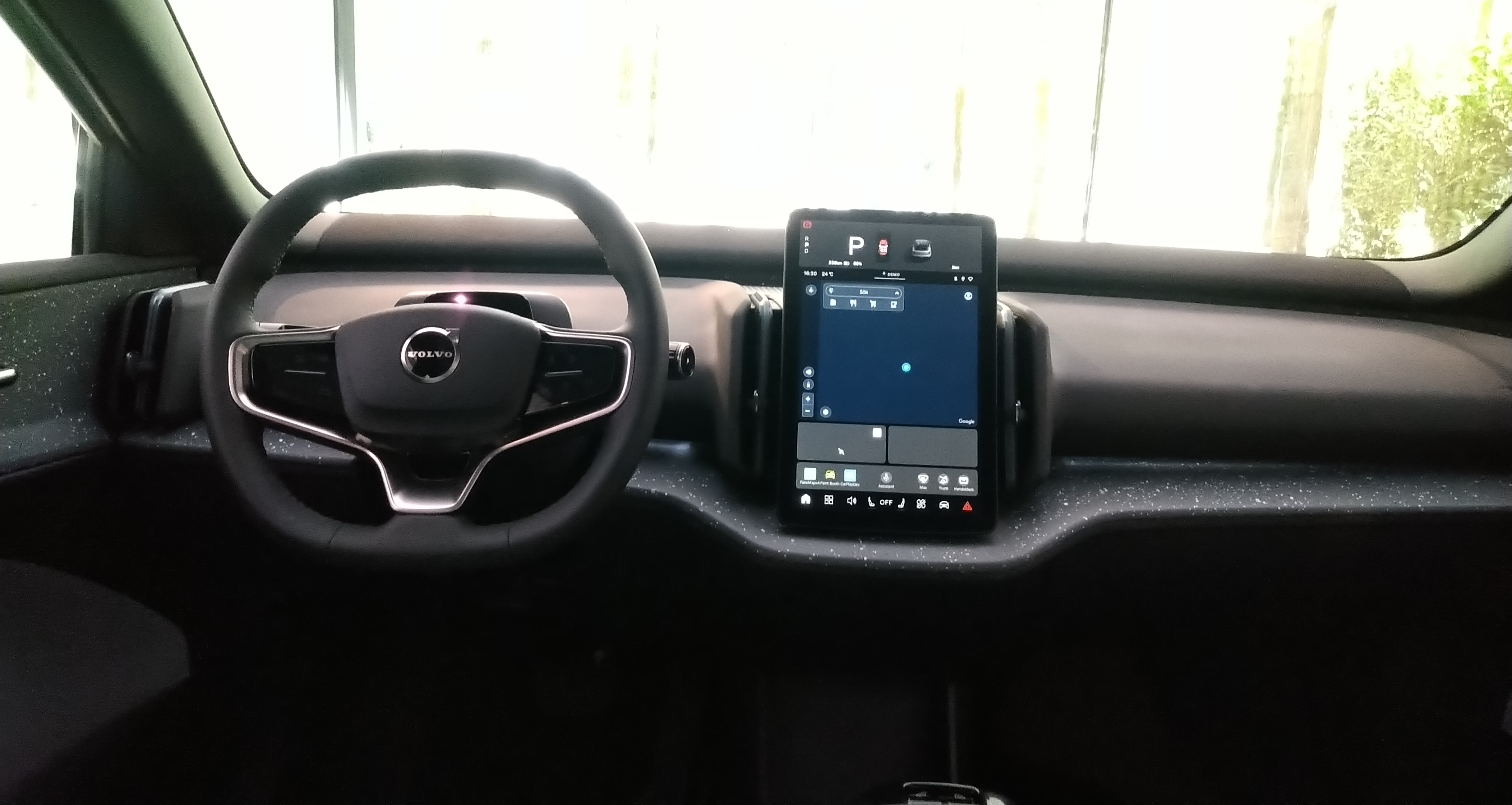

У той час як модель наразі виробляється в Китаї, EX30 також буде вироблятися на заводі Volvo в Генті, Бельгія, з 2025 року.